# Ludwig Barnay

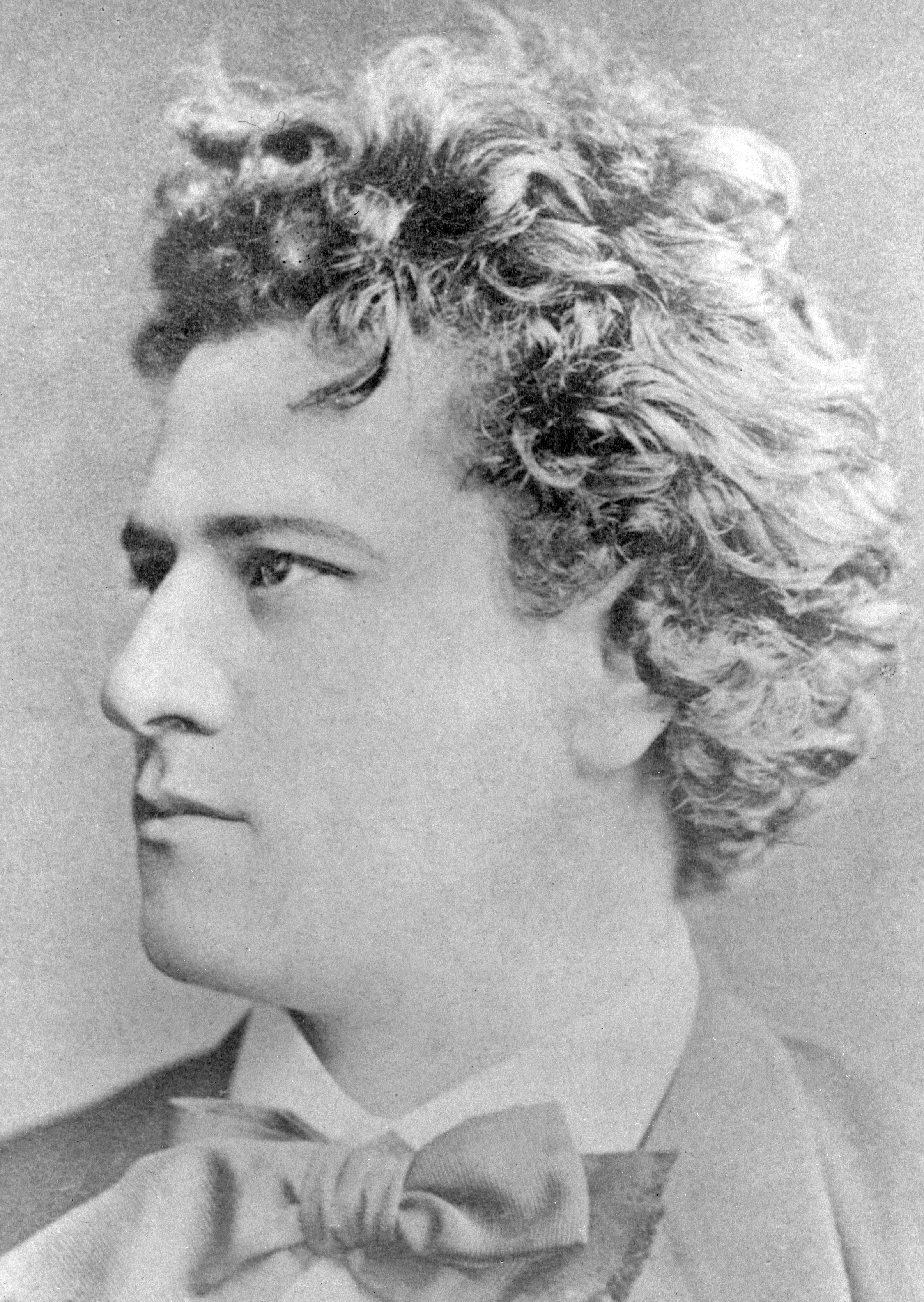
Ludwig Barnay

Ludwig von Barnay (ursprungligen Ludwig Weiß), född 11 februari 1842 och död 31 januari 1924, var en tysk skådespelare och teaterledare av ungersk judisk börd.
Barnay debuterade 1860, och var under 1860-talet anställd vid olika teatrar i Österrike-Ungern, Tyskland och i Riga. 1868-70 var han anställd vid hovteatern i Weimar, som skådespelare och regissör och 1870-1875 i Frankfurt am Main. 1875-80 verkade han vid Stadttheater i Hamburg, från 1878 som direktör för talscenen. Barnay grundade tillsammans med Adolph L'Arronge, August Förster med flera 1883 Deutsches Theater i Berlin, men avgick redan 1884. 1888-94 ledde han Berliner Theater, och var 1905-08 direktör för den kungliga talscenen i Berlin. 1908-1911 ledda han kungliga teatern i Hannover. Barnay blev 1910 adlad von Barnay.
Barnay förutom verksamhet i Tyskland och Österrike gästspelade Barnay även i Ryssland, Nederländerna och USA. Bland hans roller märks Hamlet, Othello, Macbeth, Kung Lear, Richard III, Coriolanus, Marcus Antonius i "Julius Caesar", Leontes i "En vintersaga", Tasso, Beaumarchais i "Calvigo", och Wallenstein. Barnay tog 1871 första steget till bildandet av de tyska skådespelarnas organisation "Genossenschaft deutscher Bühnenangehörigen" och utgav 1903 sina "Erinnerungen".